# کمپس (بازیکن فوتبال اهل برزیل)
اورتون کمپس دوس سانتوس گونزالوس (به پرتغالی: Everton Kempes dos Santos Gonçalves) مهاجم اهل برزیل است که در شهر Carpina، پرنامبوکو و در تاریخ ۳ سپتامبر ۱۹۸۲ به دنیا آمده‌است.
اورتون کمپس دوس سانتوس گونزالوس در تیم‌های فوتبال Paraná سابقهٔ حضور داشت. وی در سانحه پرواز ۲۹۳۳ لامیا ایرلاینز در سال ۲۰۱۶ درگذشت.